# Нарваэс, Омар (бейсболист)
Омар Давид Нарваэс (исп. Omar David Narváez, 10 февраля 1992, Маракай) — венесуэльский бейсболист, кэтчер команды Главной лиги бейсбола «Милуоки Брюэрс».

## Карьера
Четвёртого июля 2008 года подписал контракт с «Тампой» в статусе международного свободного агента. На следующий сезон Нарваэс начал выступления за фарм-клуб «Рэйс» в Венесуэльской летней лиге. В дебютном сезоне сыграл за клуб в 47-и матчах, отбивая с показателем 31,5 %. Там же выступал и в чемпионате 2010 года, в котором заработал 27 уоков при всего 11-и страйк-аутах, что характеризует его уверенную игру на бите.
В 2013 году Нарваэс впервые в карьере попал в команду лиги A «Хадсон Вэлли Ренегейдс». В декабре 2013 года права на него перешли к «Чикаго Уайт Сокс».
В 2016 году он сначала пробился в состав «Бирмингем Бэронс», выступавших в лиге AA, а затем перешёл в «Шарлотт Найтс» в лиге AAA — последней ступеньке перед МЛБ.
Шестого июля 2016 года Нарваэс был вызван в расположение «Уайт Сокс», дебютировал за клуб 17 июля в игре с «Лос-Анджелес Энджелс». 30 сентября, в день рождения своего отца, Омар выбил свой первый хоум-ран в Главной лиге бейсбола.
30 ноября 2018 года «Уайт Сокс» обменяли Нарваэса в «Сиэтл Маринерс» на питчера Алекса Коломе. В 2019 году он проявил себя как один из самых стабильных атакующих игроков команды, отбивая с показателем 27,8 % и выбив 22 хоум-рана. После завершения сезона его обменяли в «Милуоки Брюэрс» на питчера Адама Хилла и один из выборов на драфте 2020 года. В сезоне 2020 года он принял участие в 40 матчах и стал одним из худших атакующих игроков команды, отбивая с показателем 17,6 %. Доля получаемых Нарваэсом страйкаутов выросла до 31 %. При этом он хорошо показал себя в защите, успешно предотвратив кражу базы в 30 % случаев. Этот результат стал лучшим в его карьере. 